# Choeromorpha irrorata
Choeromorpha irrorata là một loài bọ cánh cứng trong họ Cerambycidae.